# Pontophilus gracilis
Pontophilus gracilis är en kräftdjursart som beskrevs av Sidney Irving Smith 1882. Pontophilus gracilis ingår i släktet Pontophilus och familjen Crangonidae. Inga underarter finns listade i Catalogue of Life.